# Mesocapnia gorodkovi
Mesocapnia gorodkovi är en bäcksländeart som beskrevs av Zhiltzova och Baumann 1986. Mesocapnia gorodkovi ingår i släktet Mesocapnia och familjen småbäcksländor. Inga underarter finns listade i Catalogue of Life.